# Castelo de Olivença
O Castelo de Olivença localiza-se na povoação de mesmo nome à margem esquerda do rio Odiana, em território de Espanha, segundo o Estado espanhol, e em território de Portugal actualmente administrado por Espanha, segundo o Estado português. Esta situação de disputa territorial mantém-se desde o Congresso de Viena (1815) e, até hoje, ainda não houve quaisquer negociações entre os dois Estados para a resolver.

## História

### O castelo medieval
À época da Reconquista cristã da Península Ibérica, o território à margem esquerda do rio Guadiana foi dominado quando da conquista definitiva de Badajoz pelas forças de Afonso IX de Leão, na Primavera de 1230.
Como compensação pelos serviços prestados nessa conquista, o soberano fez a doação dos domínios de Burguillos e de Alconchel aos cavaleiros da Ordem do Templo, para que os povoassem e defendessem. Em algum momento entre esta doação e o ano de 1256, a Ordem estabeleceu a Comenda de Olivença, à época uma pequena povoação que se afirmava em torno de uma fonte (atual Fuente de La Corna), voltada para a agricultura e para a pastorícia. Nesse local, os Templários ergueram um castelo, uma Igreja sob a invocação de Santa Maria, organizando a exploração econômica da comunidade.
Ao mesmo tempo em que a Ordem do Templo e a Ordem de Santiago se expandiam para o Sul sob o reinado de Fernando III de Leão e Castela, registrava-se a expansão portuguesa na margem esquerda do rio Guadiana, de tal modo que sob o reinado de Afonso X de Leão e Castela foram por aquele soberano tomadas duas medidas:
- a Convenção de Badajoz (1267), que afirmou o curso dos rios Caia e Guadiana como raia entre os domínos de Castela e de Portugal; e
- a remoção da Ordem do Templo dos domínios raianos de Olivença, com a integração dos mesmos ao Concelho e Bispado de Badajoz.

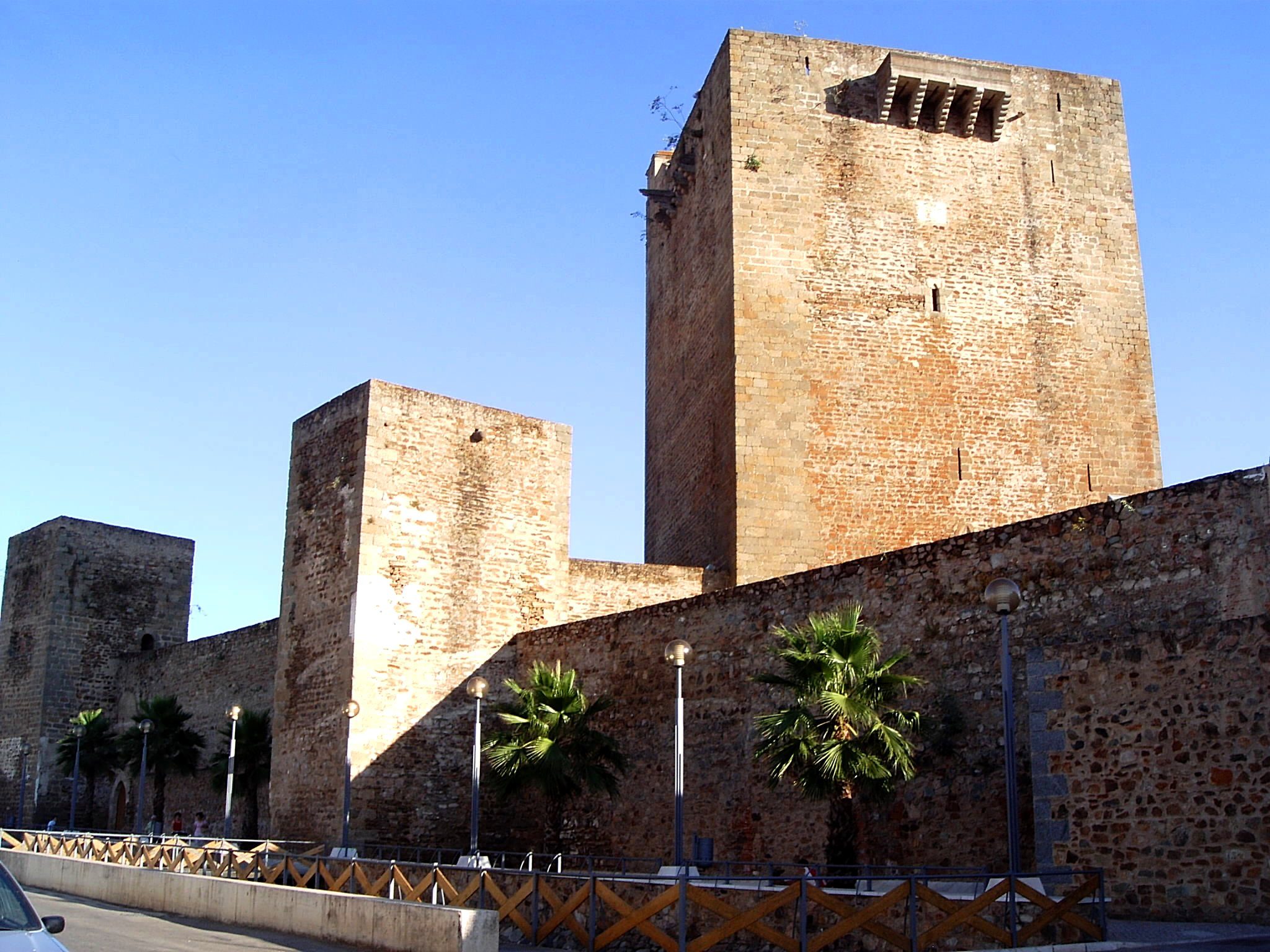
Castelo de Olivença.

Sob o reinado de D. Dinis (1279-1325), entretanto, o equilíbrio de forças assim obtido alterou-se a favor de Portugal: em Castela, o falecimento prematuro de Sancho IV de Castela (1284-1295), a regência de D. Maria de Molina e a menoridade de Fernando IV de Castela, acarretam grave crise política que conduz à sublevação da nobreza. Como agravante deste quadro de guerra civil, os muçulmanos intentam uma contra-ofensiva. O soberano português, aproveitando-se desta conjuntura, através de uma combinação de pressão militar e diplomática, age para recuperar os domínios portugueses perdidos na margem esquerda do rio Guadiana: Mértola, Noudar e Mourão, com a assinatura da Convenção de Ciudad Rodrigo (1295).
Com a assinatura do Tratado de Alcanices (1297), os domínios de Olivença e seu castelo foram confirmados na posse da Coroa portuguesa, revalorizando-lhe a posição estratégica frente a Badajoz, o que se traduziu num progressivo incremento das fortificações da primeira.
Desse modo, a partir de 1298 D. Dinis iniciou a reconstrução das primitivas defesas dos Templários, ampliando a cerca da vila que, com planta quadrada passou a ser amparada por quatorze torres. Os trabalhos tiveram prosseguimento no reinado de seu sucessor, Afonso IV de Portugal (1325-1357), que os completou em 1335, com a construção da Alcáçova em seu interior, no vértice a Norte.
Durante as guerras fernandinas, no último terço do século XIV, Olivença recebeu uma nova cerca mais extensa, de planta oval, onde se rasgavam cinco portas. Embora esta estrutura não tenha chegado até nós, uma vez que foi inteiramente demolida, a forma de seu traçado persiste na malha urbana que condicionou.

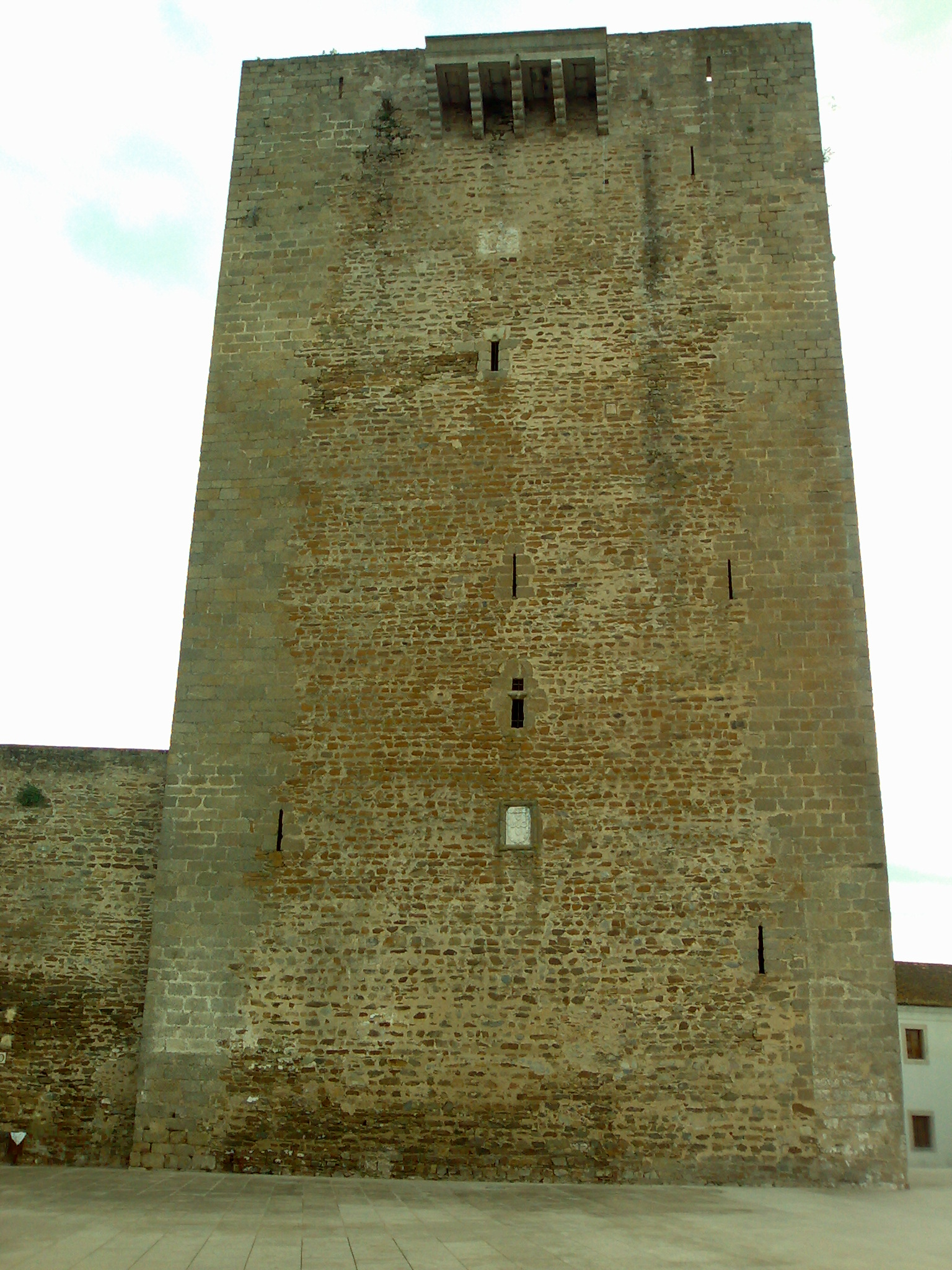
Torre de menagem.

Posteriormente, sob o reinado de João II de Portugal (1481-1495), este soberano fez levantar, no recinto da Alcáçova, a mais alta torre de menagem da linha raiana (1488). Elevando-se a 35 metros de altura, o conjunto recebeu o reforço de um fosso inundado. O seu topo era acedido por um conjunto de 17 rampas, que permitia a movimentação de peças de artilharia. Esta obra monumental próxima a Badajoz, erguida em tempo de paz, foi acompanhada à distância, com suspeição, pela Coroa de Castela.
Ao se iniciar o reinado de Manuel I de Portugal (1495-1521), desenvolveu-se uma nova etapa construtiva nas fortificações de Olivença: a cerca fernandina foi demolida por Afonso Mendes de Oliveira e a sua pedra aproveitada na construção de uma terceira cerca, da qual dispomos a iconografia de Duarte de Armas (Livro das Fortalezas, c. 1509).
Este soberano foi responsável, ainda, por outra importante estrutura militar para a defesa de Olivença: a construção de uma ponte fortificada sobre o rio Guadiana, visando assegurar as comunicações entre as tropas portuguesas nas duas margens, a chamada Ponte da Ajuda.

### A Guerra da Restauração e a Praça-forte de Olivença
No contexto da Guerra da Restauração da independência de Portugal, a posição de Olivença readquiriu importância estratégica. Desse modo, uma nova etapa construtiva teve lugar, demolindo-se para esse fim a antiga cerca manuelina e reaproveitando-se a sua pedra para erguer uma quarta muralha, amparada por nove baluartes.
No contexto da Guerra Peninsular, a Praça-forte de Olivença passou para o domínio espanhol. O conjunto defensivo foi bastante danificado durante a Guerra da Independência Espanhola (1808-1814) e pelo seu subsequente abandono.

### Na actualidade
Em 1975 o antigo castelo sofreu uma extensa campanha de restauração, quando as suas dependências foram requalificadas, passando a sediar o Museu Etnográfico de Olivença.
Em 2006 o castelo sofreu nova intervenção, tendo sido restaurada a porta de São Sebastião.

## Características

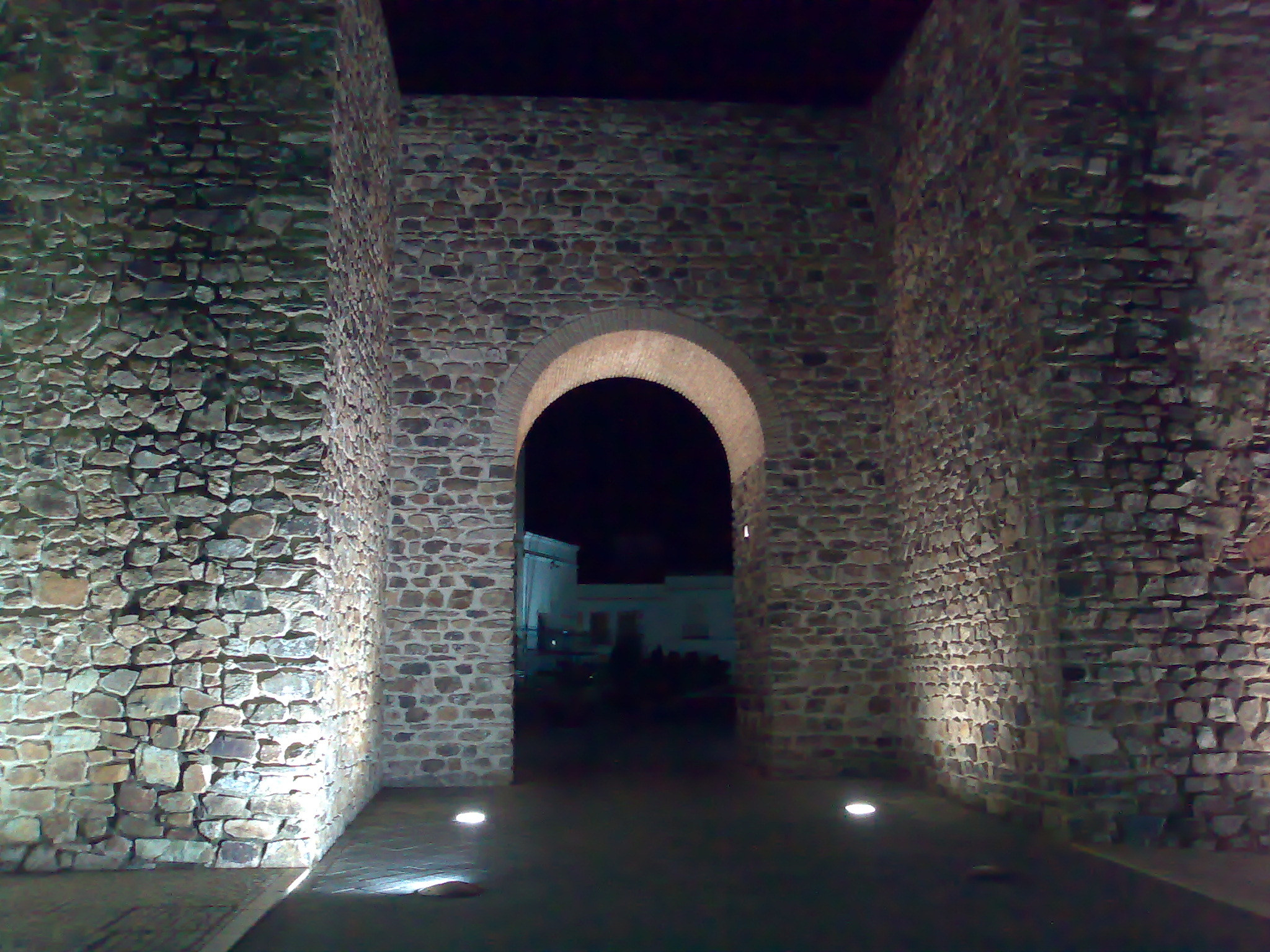
Porta de São Sebastião.

Constituía-se em um castelo com muralhas espessas e elevadas, em alvenaria de pedra, reforçadas por grandes torres de paredes cegas. A defesa era efetuada a partir dos matacães, uma vez que não possuía ameias.
As muralhas eram rasgadas por três portas, de que se conservaram duas: a Porta de Alconchel, em arco de volta perfeita, defendida por duas torres; e a Porta dos Anjos, também em arco de volta perfeita mas rematada por um frontão. A terceira porta, sob a invocação de São Sebastião, também em arco de volta perfeita, foi reconstruída no contexto dos trabalhos de restauração, em 2006.
A torre de menagem mede 40 metros de altura por 18 de lado e é dividida internamente em três pavimentos, onde se destaca a decoração do último. É acedida por dezassete rampas com cobertura em abóbada de canhão permitindo o trânsito de peças de artilharia.
Como apoio à defesa, os portugueses construíram ainda diversas atalaias de vigilância, com a função de comunicar à guarnição do castelo os movimentos das tropas castelhanas.